# كفر رمان (لبنان)
كفر رمان هي قرية جنوبية لبنانية على مقربة من مدينة النبطية وقرية حبوش، تقع في محافظة النبطيه، قضاء النبطية.
يبلغ عدد سكان كفررمان حوالي 11000 نسمة. عدد الناخبين 3800 ناخب (لوائح الشطب لعام 2000م) أما عدد الوحدات السكنية فيبلغ 1100 وحدة.
تبلغ مساحة البلدة العقارية لكفررمان نحو 35 ألف دونم، أكثر من ثلثيها صالح للزراعة وأهمها سهل الميذنة، الشريان الحيوي والاقتصادي للبلدة، تربته خصبة وهو غني بالينابيع وأهمها نبع الميذنة ونبع شقحة وعين الحمى، وقد أحرقت قوات الاحتلال بساتينه واقتلعت أشجاره في فترة الاحتلال.
كفررمان مشهورة بناتج أرضها من الخضار على مختلف أنواعها، والتي تعرض في ركن خاص بأبناء البلدة خلال سوق الاثنين في مدينة النبطية، التي تلتصق بحدودها الغربية، وتبعد عن سطحها كيلومترين اثنين فقط، وهي ترتفع عن سطح البحر 450 متراً. وتبعد عن العاصمة بيروت 72 كلم.

## كفررمان تحت الاحتلال
لم يرضخ أهالي كفرمان للمحتل الغاصب أرضهم، العدو الإسرائيلي. منذ العام 1985م، واستمروا يحلمون بتحرير الجزء الشرقي منها، وعصبه سهل الميذنة. والسهل هذا كان يشكل المورد الحيوي لاقتصاد البلدة منذ القديم، وعانى الأهالي الأمرين وهم يبحثون عن بديل يسد بعض الرمق ريثما تتم استعادته، لذا لم يرضخوا، بل كافحوا - وهم المعروفون بالنضال والصمود - وعاندوا العدو، وسقط منهم عشرات الشهداء في سبيل الدفاع عن بلدتهم التي لم يرضوا عنها بديلاً. وقاوموا كذلك موقعي الاحتلال في «الطهرة» و«الدبشة» الذين كانا بمثابة القابضين على أنفاس المواطنين، يحصيانها ويعبثان في الأرض فساداً ومجازر. وبرغم ذلك كله، انتصرت العين، عين كفرمان، على المخرز، فكان التحرير والنصر في الرابع والعشرين من أيار العام 2000م.
بلدة الشهداء والنضال، وبلدة الحياة الثقافية والاجتماعية والعمل الشعبي التطوعي في سبيل المصلحة العامة.

## تاريخياً
كان معظم أراضي البلدة في أواخر القرن التاسع عشر ملكاً لصادق باشا وهو نافذ عند الأتراك. وفي مطلع القرن العشرين اشترى الحاج إسماعيل الزين أحد تجار صيدا تلك الأملاك، وورثه بعده ولده يوسف بك الزين، فأضاف إليها المزيد من المساحات التي انتقلت في ما بعد إلى الورثة، في وقت كانت القلة القليلة من أبناء البلدة تمتلك أراضيَ خاصة باسمها.

## هجرة ابنائها
أما الهجرة فقد بدأت أواخر القرن التاسع عشر ومطلع القرن العشرين إلى البرازيل وأميركا اللاتينية حيث بلغ عدد المهاجرين الأوائل خمسة وثمانين رجلاً، لم يعد منهم سوى ثمانية أشخاص. وفي بداية الخمسينيات انطلقت هجرة جديدة إلى الكويت ودول الخليج وصلت إلى أربعمئة مواطن في العام 1965م.
وحتى يومنا هذا لا تزال الهجرة مستمرة ولكن توسعة إلى بعد الدول الأوروبية والولايات المتحدة، كما تجدر الإشارة إلى هجرة الشباب طلباً للعلم خاصة إلى الدول الأوروبية كفرنسا وألمانيا.

## التسمية
كفرمان، كفر: بمعنى قرية. رمان: هذه البلدة كانت رمزاً لفاكهة الرّمان حيث كانت تكثر فيها زراعة هذا النوع من الشجر المثمر. أو اشتق الاسم من Rummana قرية الإله رمو، أو رمانا، وقد كان شجر الرمان وعلى وجه التدقيق زهره الأحمر الجميل «الجلنار»، رمز الإله السامي القديم. فاتخذت من رمزه اسماً لها تيمناً به.

## آثارُها
البُرج : يوجد في جبل عامل أماكن كثيرة يطلق عليها اسم البرج ويضاف إليه. ولم يقتصر بناء الأبراج على شعب معين، فالفينيقيون والرومان والعرب والصليبيون وحتى حكام البلاد الإقطاعيون عرفوا بناء الأبراج لما تلعبه من دور في صد غارات العدو ومراقبة تحركاته. فهذا الدور للبرج كان يحتم إنشاء بعضها على المرتفعات وهي معروفة بآثارها إلى اليوم مثل:
برج الميذنة : خراج بلدة كفررمان شرقاً يقع عند أسفل جبل سجد، وبالوادي المعروف بوادي الجرمق، وهو قائم بين جبلين وعلى نبع ماء عذب) نبع الميذنة (ويقع غرب النبع إلى مسافة ثلاثين متراً آثار بناء فخم تزعم العامة أنه كان قصراً للسموأل ابن عادياء.
حبس البرج : يشبه برج الميذنة من حيث طريقة البناء والارتفاع ونوع الحجارة الضخمة المقصوبة على ما يبدو من الجبل المقابل لكل منها والمسمى بجبل الطهرة.
سهل الميذنة : يقع في خراج بلدة كفررمان شرقاً لها سهل فسيح خصب، يجري فيها نبع ماء غزير، وفيها آثار بناء قديم محكم (ورد ذكره في برج الميذنة). وبجوار نبع الميذنة ينابيع شقحة والحمى وعين أم علي وكلها ينابيع صغيرة.
قلعة دير عجلون ((((عجلون وجبالها مدينة معروفة في شمال الأردن))): هذا ما تعرف به تلك المنطقة في خراج البلدة ولم يبق منها اليوم سوى بعض الأحجار الضخمة على تلة تشرف على سهل الميذنة بأكمله... وهي تقع على هضبة بين الجرمق وكفررمان. يمتد إلى الناحية الغربية من القلعة سهل واسع صالح للزراعة. وهي بحكم موقعها المشرف كانت محط رحال جد الأسرة الصعبية الأولى بهاء الدين. من أعقاب الملك الأفضل نور الدين الأيوبي. وقد جاء الصعبيون إلى جبل عامل في عهد صلاح الدين الأيوبي.
الطُهرة : وهي قرية إلى الناحية الجنوبية الشرقية للبلدة. يوجد فيها بقايا آثار قرى من نواح متفرقة من مرتفعاتها بالإضافة إلى بعض المدافن. وسبب تسميتها طهرة بحكم موقعها قرب مزرعة علي الطاهر فكان اسمها مشتقاً من اسمه.
المغاور : وهي عديدة في خراج كفررمان. أشهرها: مغائر عريض الملة، ومغائر محلاّ. مغائر عريض الملة ومحلاّ: تقع على سفح جبل طهرة إلى الناحية المقابلة للنبطية وعددها حوالي 13 مغارة متقاربة وهي محفورة في الصخر وتنفتح مداخلها على الناحية الغربية ولا يدخل إليها نور الشمس مطلقاً. وهي على عمق يتراوح ما بين متر أو مترين تحت سطح الأرض. يتم الدخول إلى المغارة عبر ممر يبلغ طوله نحو مترين يفضي من خلال الباب إلى الداخل حيث البهو العام الذي يتوزع على عدد من الكوات التي لا تتسع الواحدة منها لأكثر من شخصين. وقد بلغ عدد هذه الكوات في إحدى المغائر سبعة، واختلف عددها ما بين مغارة وأخرى. ويعتقد أنها كانت تستخدم مدافن أو مخابئ... أما مغائر «محلاّ» فهي مشابهة لمغائر الملة وتقع إلى الناحية الغربية للبلدة يحدها من الغرب مبنى شركة الريجي الذي يبعد ثلاثين متراً عنها.

## المجلس البلدي
حتى العام 1998كانت كفررمان بادارة محافظ النبطية مع وجود موظف يتابع كافة المعاملات المالية والادارية باشراف وتوجيه المحافظ وقدتتابع على هذا المنصب كل من السادة: غازي محمود ظاهر ثم يوسف علي خليل ابوزيد وأخيرا السيد خليل محمودسلامة الذي بقي حتى استلام أول مجلس بلدي لمهامه بعد انتخابه في أول انتخابات بلدي في لبنان عام 1998 وكان هذا المجلس برئاسة السيد سطام أبو زيد الذي جاء رئيسا للمجلس في الولاية الثانية في انتخابات العام 2004 وفي العام 2010 انخب مجلس ثالث برئاسة السيد كمال أحمد غبريس والذي ستنتهي ولايته عام 2015.

## أنظر أيضاً
- آل الزين

## الوصلات الخارجية
موقع كفررمان